# Lafon
Lafon é uma comunidade localizada em Equatória Oriental, Sudão do Sul. É a sede do Condado de Lafon. A maioria da população pertence ao grupo étnico Pari, e tradicionalmente, as pessoas vivem principalmente da criação de gado.